# Shaman Herrera
Shaman Herrera (n. Comodoro Rivadavia, 23 de agosto de 1981) es un cantante y guitarrista argentino. Actualmente es el líder de Shaman y los Pilares de la creación donde canta y compone. Además, participa como guitarrista en el grupo de rock platense Sr Tomate. Su estilo musical combina elementos del rock y el folklore. Es conocido por el uso del canto gutural como recurso vocal.

## Biografía
Shaman Herrera nació en la ciudad de Comodoro Rivadavia, Chubut, el 23 de agosto de 1981.
A principios de la década del 2000 se muda para estudiar a la ciudad de La Plata y comienza a frecuentar el efervescente ambiente musical de la ciudad.
En 2006 forma con Tomás Vilche (bajo) y Tulio Simeoni (batería) Shaman y los Hombres en llamas con quienes edita una 4 álbumes y un split "Diadema" (2006), "En el mundo del fuego" (2008) Respiran Humo (2008) Elesplit (2009) y "Shaman y los hombres en llamas" (2011).
En 2013, Shaman disuelve Los Hombres en Llamas y junto a Eduardo Morote (batería), Adrián Conti (Bajo) y Ale Bertora (teclados) forma Shaman y los Pilares de la creación. Con este proyecto realiza 3 álbumes "Shaman y los Pilares de la Creación" (2013), "Quimera" banda sonora de la película "Arriba Quemando" (2014) y "Sueño Real" (2015). 
Shaman ha trabajado con el reconocido músico argentino Daniel Melero como productor de dos de sus álbumes. Melero ha declarado que
"los dos discos de Shaman y Los Hombres en Llamas para mí son de las mejores cosas que hice".
Por su parte, el álbum de Shaman y los Pilares de la Creación "Sueño Real" ha sido producido por el mexicano Ernesto "Neto" García, ganador de un Grammy por la producción del álbum de Natalia Lafourcade "Mujer Bonita" y masterizado por Eduardo Bergallo.

## Como productor
Shaman Herrera también ha desarrollado una faceta como productor. En este rol ha trabajado con El mató a un policía motorizado (en su álbum debut de 2006 "Navidad de Reserva"), La Patrulla Espacial y Prietto viaja al cosmos con Mariano, entre otros.

## Discografía

### Shaman y los Hombres en Llamas
- Diadema (2006)
- Respiran humo (2008) rarezas y versiones acústicas
- En el mundo de fuego (2008)
- Shaman y los Hombres en Llamas (2011)

### Shaman y los Pilares de la Creación
- Shaman y los Pilares de la Creación (2013)
- Quimera (2014)
- Sueño Real (2015)